# Gunter Gerlach
Gunter Gerlach (* 27. Dezember 1941 in Leipzig) ist ein deutscher Schriftsteller; Autor von Hörspielen, Hörfunkserien, Kurzprosa, Krimis und Romanen.

## Leben
Gunter Gerlach ist gelernter Elektromechaniker. Er absolvierte von 1961 bis 1967 eine Ausbildung an der Hochschule für Bildende Künste in Hamburg. 1965 gründete er mit Dieter Glasmacher und Werner Nöfer u. a. die Künstlergruppe Cruizin 4 (Syndikat für Kunstbetrieb), von 1980 bis 1983 der Hamburger Künstlergruppe E & A sowie ab 1986 der Autorengruppe PENG. 1999 gehörte er zu den Unterzeichnern des literarischen Manifests Hamburger Dogma. Er lebt in Hamburg.
Gunter Gerlach ist als Künstler vor allem auf den Gebieten Performance und visuelle Poesie tätig. Er stellte unter anderem einen Weltrekord im Dauermalen auf. Seit den 1980er Jahren schreibt er vor allem Prosatexte. Nach surrealistischen Anfängen verlegte er sich in den 1990er Jahren auf das Verfassen von Kriminalromanen. Gerlach erhielt 2011 ein Aufenthaltsstipendium der Künstlerresidenz Chretzeturm, Stein am Rhein.
Gunter Gerlach gehört dem Verband Deutscher Schriftsteller und der Autorenvereinigung Das Syndikat an.
Im Sommer 2021 wurde bekannt, dass Gunter Gerlach seit geraumer Zeit an Demenz erkrankt ist. Um seine Arbeit zu würdigen, hat Lou A. Probsthayn unter dem Titel Ein falsches Wort und du bist tot eine Sammlung mit 33 Kurzgeschichten von Gunter Gerlach herausgegeben.

## Werke
- 1984 Das Katzenkreuz (Roman), Zürich: Eco. ISBN 3-85647-071-9
- 1986 Tazzans Tod (Roman), Nördlingen: Greno. ISBN 3-89190-100-3
- 1988 Katastrophe wunderbar (Roman), Nördlingen: Greno. ISBN 3-89190-435-5
- 1991 St.-Pauli-Weekend (Roman), Hamburg: Kellner. ISBN 3-927623-68-7
- 1994 Kortison (Roman), Hamburg: Rotbuch. ISBN 3-88022-351-3
- 1994 Sieben (Roman, zusammen mit Lou A. Probsthayn), Cadolzburg: Ars Vivendi. ISBN 3-927482-82-X
- 1994 Weißer wurde über Nacht schwarz (mit Olaf Oldigs & Lou A. Probsthayn), München, Zürich: Piper. ISBN 3-492-11960-3
- 1995 Katzenhaar und Blütenstaub (Roman), Hamburg: Rotbuch. ISBN 3-88022-384-X
- 1996 Lachgas im Airbag (mit Olaf Oldigs & Lou A. Probsthayn), München, Zürich: Piper. ISBN 3-492-22226-9
- 1996 Neurodermitis (Roman), Hamburg: Rotbuch. ISBN 3-88022-374-2
- 1997 Loch im Kopf – ein Zukunftsroman (Roman), Hamburg: Rotbuch. ISBN 3-88022-378-5
- 1998 Herzensach (Heimatroman), Zürich: Haffmans. ISBN 3-251-00388-7
- 1998 Verdächtige Geräusche (Roman), Hamburg: Hamburger Abendblatt. ISBN 3-921305-45-4
- 1999 Der Hammer von Wandsbek (Roman), Hamburg: Hamburger Abendblatt. ISBN 3-921305-68-3
- 2000 Falsche Flensburger (Roman), Hamburg: Rotbuch. ISBN 3-434-54023-7
- 2000 Hamburger Verkehr (Roman), Hamburg: Hamburger Abendblatt. ISBN 3-921305-91-8
- 2001 Ich lebe noch, es geht mir gut (Roman), Hamburg: Rotbuch. ISBN 3-434-54030-X
- 2002 Pauli, Tod und Teufel (Roman), Hamburg: Hamburger Abendblatt. ISBN 3-921305-13-6
- 2003 Der Haifischmann (Roman), Hamburg: Rotbuch. ISBN 3-434-53120-3
- 2004 Bergedorfer Therapie (Roman), Hamburg: Hamburger Abendblatt. ISBN 3-921305-55-1
- 2004 Irgendwo in Hamburg (Roman), Hamburg: Rotbuch. ISBN 3-434-54049-0
- 2005 Ich bin nicht (Roman), Riemerling bei München: Yedermann. ISBN 3-935269-29-3
- 2006 Ich weiß (Roman), Hamburg Rotbuch. ISBN 3-434-54059-8
- 2007 Engel in Esslingen (Roman), Hamburg: Nautilus. ISBN 3-89401-541-1
- 2007 Melodie der Bronchien (Erzählungen), Hamburg: Rotbuch. ISBN 3-86789-014-5
- 2008 Tod in Hamburg (Roman), Hamburg: Ellert & Richter. ISBN 3-8319-0299-2
- 2008 Liebe und Tod in Hamburg (Roman), Hamburg: Ellert & Richter. ISBN 978-3-8319-0329-0
- 2008 Jäger des Alphabets (Roman), Hamburg: Rotbuch. ISBN 978-3-86789-042-7
- 2009 Mord ohne Leiche (Roman), Hamburg: Ellert & Richter. ISBN 978-3-8319-0341-2
- 2010 Von Mädchen und Mördern (Kurzgeschichten), Hamburg: Ellert & Richter. ISBN 978-3-8319-0390-0
- 2010 Bei Einbruch Mord (Roman), Hamburg: Ellert & Richter. ISBN 978-3-8319-0409-9
- 2010 Friedhof der Beziehungen (Roman), Cadolzburg: Ars Vivendi. ISBN 978-3-86913-031-6
- 2012 Frauen von Brücken werfen – Händels Münchner Fall (Roman), Saarbrücken: Conte. ISBN 978-3-941657-62-5
- 2013 Mohnblumen wie Blutflecke – Händel in Stein (Roman), Saarbrücken: Conte. ISBN 978-3-941657-99-1
- 2013 Ich trete oft vor den Spiegel und erkenne mich nicht (Erzählung), Hannover: JMB. ISBN 978-3-944342-05-4
- 2014 Der Mensch denkt (Roman), Hillesheim: KBV. ISBN 978-3-95441-167-2
- 2015 Stellvertreter der Wut (Roman), Hillesheim: KBV. ISBN 978-3-95441-237-2
- 2021 Ein falsches Wort und du bist tot (Kurzgeschichten), Hrsg. von Lou A. Probsthayn, Literatur Quickie Verlag. ISBN 978-3-945453-76-6

## Hörbücher
- 2006: Herzensach, TechniSat Digital, Radioropa, 2 MP3 CDs ungekürzt 983 Min, gelesen von Cathrin Bürger, ISBN 978-3-866674-21-9

## Auszeichnungen
- 1986: Tuttlinger Literaturpreis
- 1992: Förderpreis für Literatur der Hansestadt Hamburg
- 1995: Deutscher Krimipreis
- 2003: Friedrich-Glauser-Preis für die beste Kurzgeschichte
- 2004: MDR-Literaturpreis
- 2004: Literaturpreis der 42er-Autoren
- 2005: Friedrich-Glauser-Preis für die beste Kurzgeschichte
- 2013: Friedrich-Glauser-Preis (Ehrenpreis)